# Hospitalsapoteket Horsens
Hospitalsapoteket Horsens eksisterer ikke mere, men er nu en del af Hospitalsapoteket Region Midtjylland.
Tidligere (før 2014) var det et af de fire sygehusapoteker i Region Midtjylland.
Sygehusapoteket var en sygehusafdeling beliggende på Regionshospitalet Horsens, Brædstrup og Odder. Hospitalsapoteket Horsens blev ledt af en sygehusapoteker. Sygehusapoteket beskæftigede ca. 17 medarbejdere, heriblandt 9 farmakonomer, 5 farmaceuter og 2 servicemedarbejdere.

## Eksterne kilder og henvisninger
- Hospitalapoteket Horsens hjemmeside

|  | Denne artikel om en bygning eller et bygningsværk kan blive bedre, hvis der indsættes et (bedre) billede. Du kan hjælpe ved at afsøge Wikimedia Commons for et passende billede eller lægge et op på Wikimedia Commons med en af de tilladte licenser og indsætte det i artiklen. |

55°51′49.63″N 9°52′21.55″Ø / 55.8637861°N 9.8726528°Ø